# Alexander Prass
Alexander Prass (ur. 26 maja 2001) – austriacki piłkarz występujący na pozycji pomocnika, reprezentant Austrii.

## Sukcesy

### Sturm Graz
- Mistrzostwo Austrii: 2023/2024
- Puchar Austrii: 2022/2023, 2023/2024[3]